# 佐々木陽平
佐々木 陽平（ささき ようへい、1975年11月29日 - ）は、日本のバレエダンサー。岩手県盛岡市出身。

## 略歴
1991年にローザンヌ国際バレエコンクールでエスポワール賞を受賞。15歳で英国ロイヤル・バレエ・スクールに留学したのち、1993年にロイヤル・バレエ団に入団。ファースト・ソリストとして活躍したのち、2010年1月に退団した。2月よりロンドンの大学で勉学に励んでいる。

## 人物
- 妻はイタリアの元バレリーナのマリア。日伊ハーフの2児を持つ。
- ロイヤル・バレエ団在団中にロイヤル・アカデミー・オブ・ダンシング（RAD）の教師資格を取得。